# Eutropis madaraszi
Eutropis madaraszi là một loài thằn lằn trong họ Scincidae. Loài này được Méhely mô tả khoa học đầu tiên năm 1897.